# Aeroporto di Batna
L'aeroporto di Batna-Mostefa Ben Boulaïd (in arabo مطار باتنة - مصطفى بن بولعيد‎?, in francese Aéroport de Batna - Mostepha Ben Boulaid) è un aeroporto algerino situato nel territorio del comune di Lazrou, a 35 km a nord della città di Batna. Serve la regione dell'Aurès.

## Storia
È stato inaugurato il 5 luglio 1998 ed era inizialmente chiamato aeroporto di Medghassen, dal nome di un vicino mausoleo numidico. L'aeroporto è stato poi intitolato a Mostefa Ben Boulaïd, uno dei massimi dirigenti dell'FLN durante la guerra d'Algeria.